# Mama Kin (Sängerin)

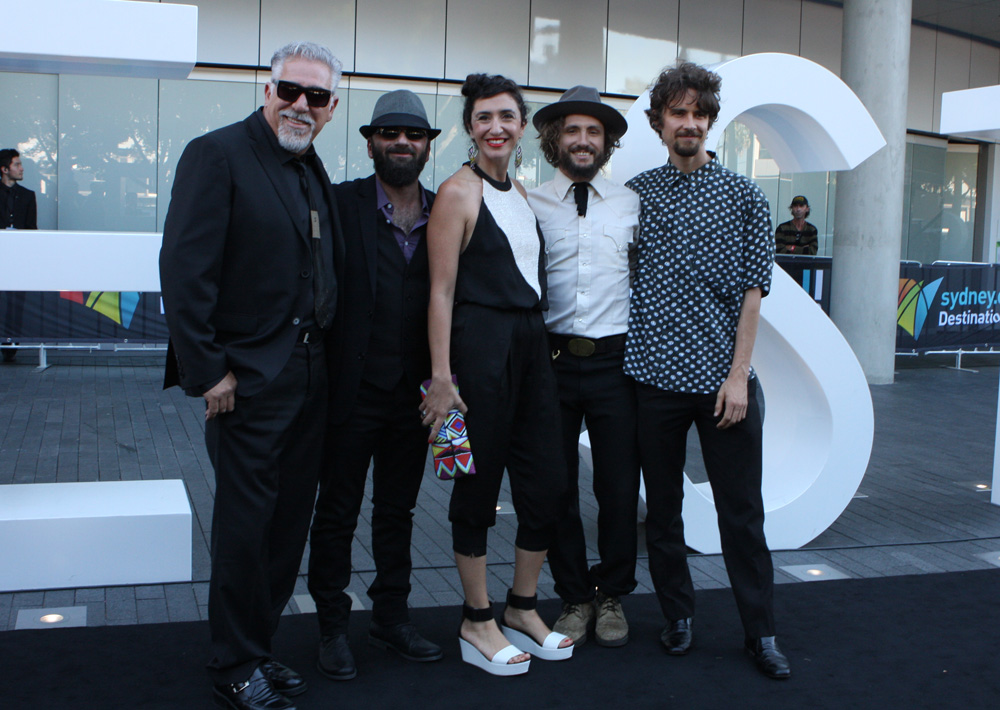
Mama Kin 2013; rechts neben ihr John Butler

Mama Kin (bürgerlich Danielle Caruana; * ca. 1980 in Melbourne) ist eine australische Singer-Songwriterin.

## Leben und Wirken
Mama Kin spielt folklastige, meist langsamere melodische Songs und trat u. a. auf dem Woodford Folk Festival, dem Bridgetown Blues Festival und dem Byron Bay Bluesfest auf.
Sie wurde als jüngste von sechs Geschwistern geboren. Ihre aus Malta stammende Familie war musikalisch und sie lernte im Alter von 5 Jahren Klavier spielen und begann zu singen. Als sie älter wurde, war sie von ihrer Stimme frustriert und hatte keine Lust auf das klassische Piano-Repertoire. Später kehrte sie aber zu einem eigenständigen musikalischen Ausdruck zurück.
Der Künstlername Mama Kin geht auf den gleichnamigen Song von Aerosmith zurück. Sie traf 1999 den Musiker John Butler in Broome und heiratete ihn im gleichen Jahr. Die beiden haben eine Tochter mit Namen Banjo und einen Sohn mit Namen Jahli. Gelegentlich tritt das Ehepaar auch gemeinsam auf.
Der Bruder von Mama Kin ist Nicky Bomba, der Schlagzeuger beim John Butler Trio war, ihr Bruder Michael spielt Keyboards.

## Diskographie
- 2010: Beat and Holler
- 2013: The Magician’s Daughter